# Jitka Hanzlová
Jitka Hanzlová (* 18. června 1958 Náchod, Československo) je česká umělecká fotografka aktivní v Německu.

## Životopis
Hanzlová vyrostla na vesnici ve východních Čechách. V roce 1982 uprchla z tehdejšího Československa do Spolkové republiky Německo. V letech 1987–1994 vystudovala vizuální komunikaci na univerzitě v Essenu se zaměřením na fotografii. Krátce po sametové revoluci v roce 1989 se poprvé vrátila do své rodné vesnice v České republice a zahájila zde první dlouhodobý projekt, který se stal v roce 1994 její diplomovou prací.
Od té doby Hanzlová pracuje volně v sériích: 1994–1996 Obyvatelé, 1997–2000 Žena, 1998–2010 Hier, 2000–2005 Forest, 2004–2006 Cotton Rose, 2007–2013 Je něco, co nevím a paralela k tomu do roku 2014 Koně.
V letech 2005–2007 působila Hanzlová jako hostující profesorka na Vysoké škole výtvarných umění v Hamburku (Hochschule für bildende Künste – HfbK) a v letech 2012–2016 na Curyšské vysoké škole umění (Zürcher Hochschule der Künste – ZHdK). Žije v Essenu (2022).

## Dílo
V celé tvorbě Jitky Hanzlové hraje důležitou roli autobiografie, paměť a otázka identity. Neustále se zabývá otázkou vztahu jedince a jeho životního prostoru a zároveň zkoumá způsob, jakým domov a jeho okolí nesmazatelně utváří identitu. Hanzlová se snaží své zážitky dokreslit fotografií a vytváří tak dílo, které působí poeticky a zároveň pravdivě.

### Publikace
- Rokytník La Maison de la Photographie, přednáška, 1995.
- Obyvatelé 1. Ed., Frankfurter Kunstverein, 1996.
- Rokytník Hradní muzeum Hardenberg, 1997.
- Vielsalm SALTO, 1999.
- Žena Schirmer / Mosel, Mnichov / Hamburk, 2000.
- Obyvatelé. 2. vyd., Fotomuseum Winterthur, 2001.
- Les Steidl, Göttingen, 2005.
- Jitka Hanzlová. Fundación Mapfre, Madrid, 2012.
- Tady Koenig Books, Londýn, 2013.

### Výstavy (výběr)
- 2025: Albertina, Wien
- 2019/2020 Národní galerie, Praha
- 2018: Muzeum fotografie, Braunschweig
- 2013: Museos Gijón, Španělsko
- 2012/13: Národní galerie, Edinburgh, Spojené království
- 2012: Fundación Mapfre, Madrid, Španělsko
- 2005/2006: Museum Folkwang, Essen
- 2001: Muzeum Stedelijk, Amsterdam, Nizozemsko
- 2001: Winterthur Photo Museum, Winterthur, Švýcarsko
- 2000: Deichtorhallen Hamburk
- 1999: Photomuseum Argazki Euskal Museo, Zarautz, Španělsko
- 1998: Universidad de Salamanca, Salamanca, Španělsko
- 1997: Museum Schloss Hardenberg, Velbert
- 1996: Frankfurter Kunstverein, Frankfurt
- 1995: La Maison de la Photographie, Lectoure, Francie